# Christian Farenholtz

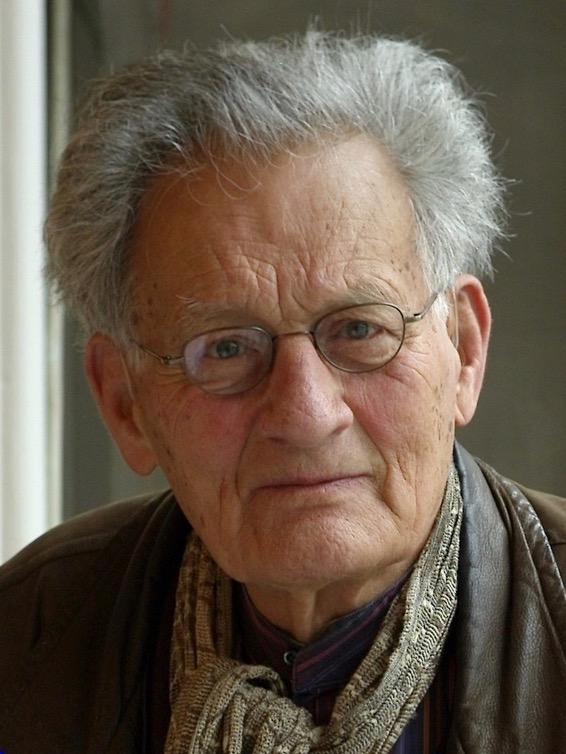
Christian Farenholtz

Christian Farenholtz (* 27. Februar 1923 in Magdeburg; † 3. Mai 2021 in Hamburg) war ein deutscher Architekt, Stadtplaner, Hochschullehrer und Kunstsammler.

## Leben
Christian Farenholtz wurde 1923 in Magdeburg geboren. Sein Vater Wilhelm Adolf Farenholtz war Inhaber der Firma Vereinigte Ölfabriken Hubbe und Farenholtz und Leiter des Magdeburger Kunstvereins, der mit Künstlern aus dem George-Kreis verkehrte. Christian Farenholtz, der bis 1942 das Joachimsthalsche Gymnasium besuchte, hatte ebenfalls Kontakt zu einem Magdeburger Mitglied des Kreises. Über den Berliner Museumskustos Ludwig Thormaehlen lernte er den Bildhauer Frank Mehnert kennen, darauf Berthold Schenk Graf von Stauffenberg und dessen Bruder Claus, den späteren Hitler-Attentäter.
Nach Kriegsdienst und Gefangenschaft studierte er Architektur und Städtebau an der TH Braunschweig bei Friedrich Wilhelm Kramer, Johannes Göderitz und Hermann Flesche. Er wurde dort 1956 mit einer Dissertation basierend auf seiner Arbeit beim Stadtplanungsamt Lübeck mit dem Titel Profanbauten in Lübeck promoviert.
Er hatte fünf Kinder aus erster Ehe, unter ihnen der Kulturmanager Alexander Farenholtz, und war in zweiter Ehe mit Sabine Rheinhold verheiratet. Seine letzte Ruhestätte erhielt Christian Farenholtz auf dem Friedhof Bernadottestraße in Hamburg-Ottensen. 

## Wirken

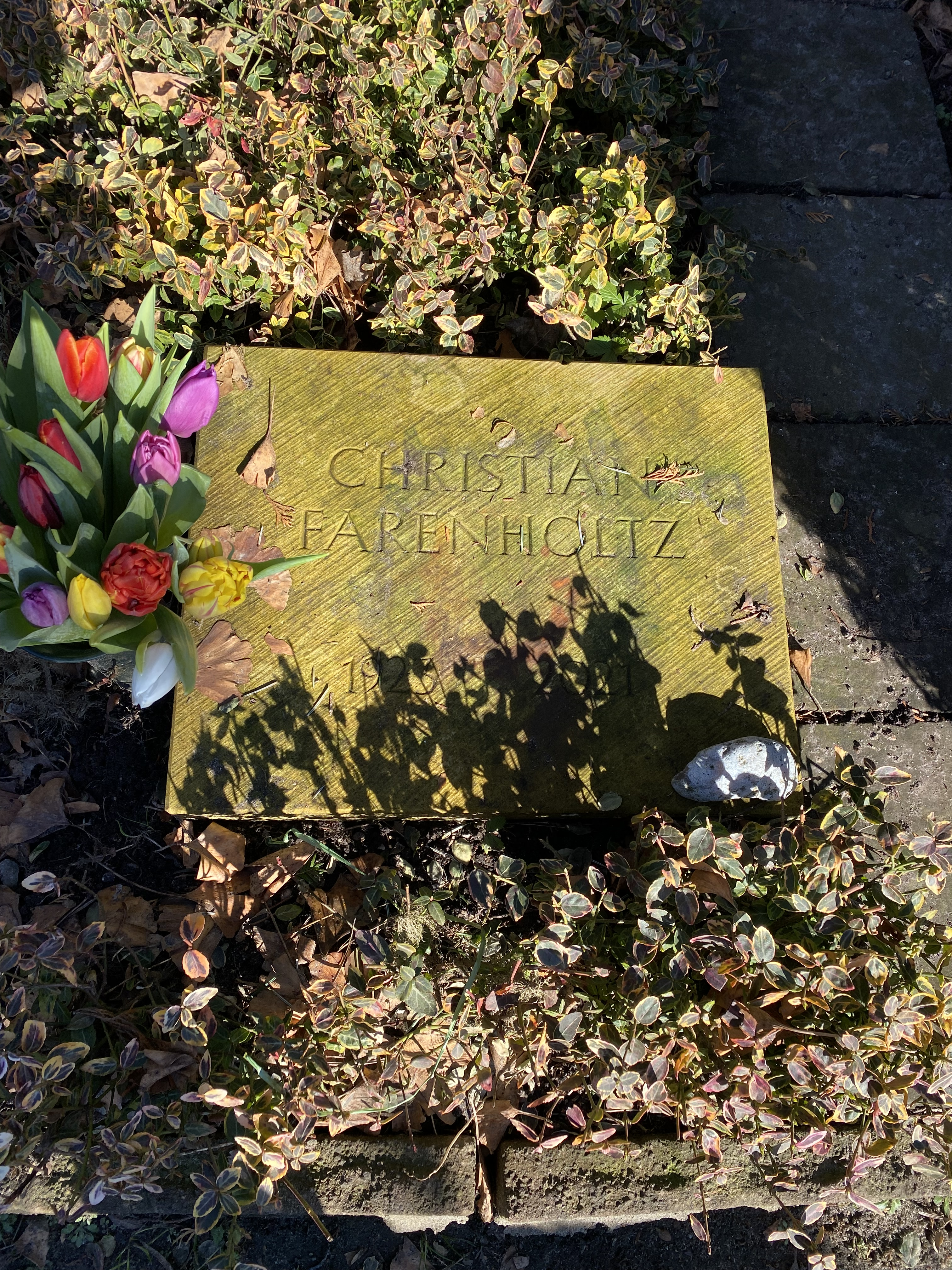
Grabstätte auf dem Friedhof Bernadottestraße

In seiner Tätigkeit beim Landesplanungsamt Hamburg von 1954 bis 1965 forderte er einen politischen Blick auf die Planung und legte großen Wert auf die Vermittlung und Beteiligung der Menschen bei Planungsprozessen. In dieser Zeit arbeitete er unter anderem an zwei Planungen mit, Neu Altona und City Nord, in denen er seine Grundüberzeugungen zu Städtebau und Stadtplanung zum Ausdruck brachte.
Bei Neu Altona ging es um eine Wiederaufbauplanung. Sie zeigte die Abwendung von geschlossenen, engen Blocks und vertrat stattdessen eine offene Anordnung der Gebäude mit verbindenden Grünflächen zwischen den Häusern. So entstanden Wohnquartiere, die auch heute noch Qualität besitzen. Im Rahmen der Planung der City Nord entstand ein neuer Standort für individuell gestaltete Verwaltungsgebäude.
Von 1965 bis 1973 war Farenholtz Baubürgermeister in Stuttgart. Er saß ebenfalls als Mitglied im Deutschen Rat für Stadtentwicklung und hatte so großen Anteil an der Entwicklung des Städtebauförderungsgesetzes (StBauFG), das später Eingang in das Baugesetzbuch (BauGB) gefunden hat. Verbunden mit dem Städtebauförderungsgesetz wurde auch das Planspiel als Planungsinstrument eingeführt und so die Beteiligung aller Betroffenen an der Planung ermöglicht.
Danach war er von 1973 bis 1980 in Hamburg bei der GEWOS (Institut für Stadt-, Regional- und Wohnforschung) tätig. Mit seiner Hilfe entstanden Stadtentwicklungspläne für Hameln, Itzehoe und Osnabrück. Außerdem wurden gründliche Wohnungsmarktanalysen und Sozialstudien sowie die Evaluation des StBauFG durchgeführt.
Ab 1980 war Christian Farenholtz Professor an der Technischen Universität Hamburg-Harburg (TUHH) und arbeitete hier am Aufbau des Studiengangs Städtebau / Stadtplanung mit. 1988 wurde er emeritiert.
Im Anschluss daran machte er Politikberatung für Bund, Länder und Gemeinden und war ab 1990 auch an der Baurechtsangleichung auf dem Gebiet der ehemaligen DDR beteiligt.

## Schriften
- Beiträge zur Diskussion über das Thema Stadt. 1971. (online)
- mit Hartmut Dieterich und Friedrich-Otto Blumers: Städtebauförderungsgesetz für die Praxis: Gesetzestext und systematische Darstellung des praktischen Verfahrensablaufs von Sanierungs- und Entwicklungsmassnahmen. 1972. (online)
- Stadt und Verkehr: zur künftigen Entwicklung von Siedlungs- und Verkehrsstrukturen : Studie der Gesellschaft für Wohnungs- und Siedlungswesen e.V. Hamburg (GEWOS). 1977. (online)
- mit Max Bächer und Alain Trapenard: Neue Aufgaben für die City: Platz u. Bauwerk als Beitr. zur Erhaltung u. Gestaltung d. Innenstädte. Verlag Christians Hans, 1978, ISBN 3-7672-0545-9. (online)
- Auswirkungen der Genehmigungspflicht bei Teilungen von bebauten Grundstücken auf die Umwandlung von Mietwohnungen in Wohneigentum. IRB-Verlag, 1979. (online)
- mit Andreas Pfadt: Eigenbestimmung und Fremdbestimmung im sozialen Wohnungsbau. 1981. (online)
- mit Manfred Fuhrich: Kommunale Wohnungspolitik: kommunale Wohnförderung wirtschaftlich und/oder sozial benachteiligter Haushalte. 1982. (online)
- mit Mario Bloem, Dorle Danne und Jens Usadel: Entwicklungskonzept Innenstadt Magdeburg. 1996. (online Teil 1, Teil 2, Teil 3)
- Tradition und Aktualität: die Geschichte der Justus Brinckmann Gesellschaft e.V. 2002. (online)

## Ehrung und Auszeichnung
- Cornelius-Gurlitt-Denkmünze 2012[7]